# Moczadła (powiat brodnicki)
Moczadła – wieś w Polsce, położona w województwie kujawsko-pomorskim, w powiecie brodnickim, w gminie Brodnica.

## Podział administracyjny
W latach 1975–1998 miejscowość należała administracyjnie do województwa toruńskiego.

## Demografia
Według Narodowego Spisu Powszechnego (III 2011 r.) liczyły 390 mieszkańców. Są siódmą co do wielkości miejscowością gminy Brodnica.